# Pamphlet

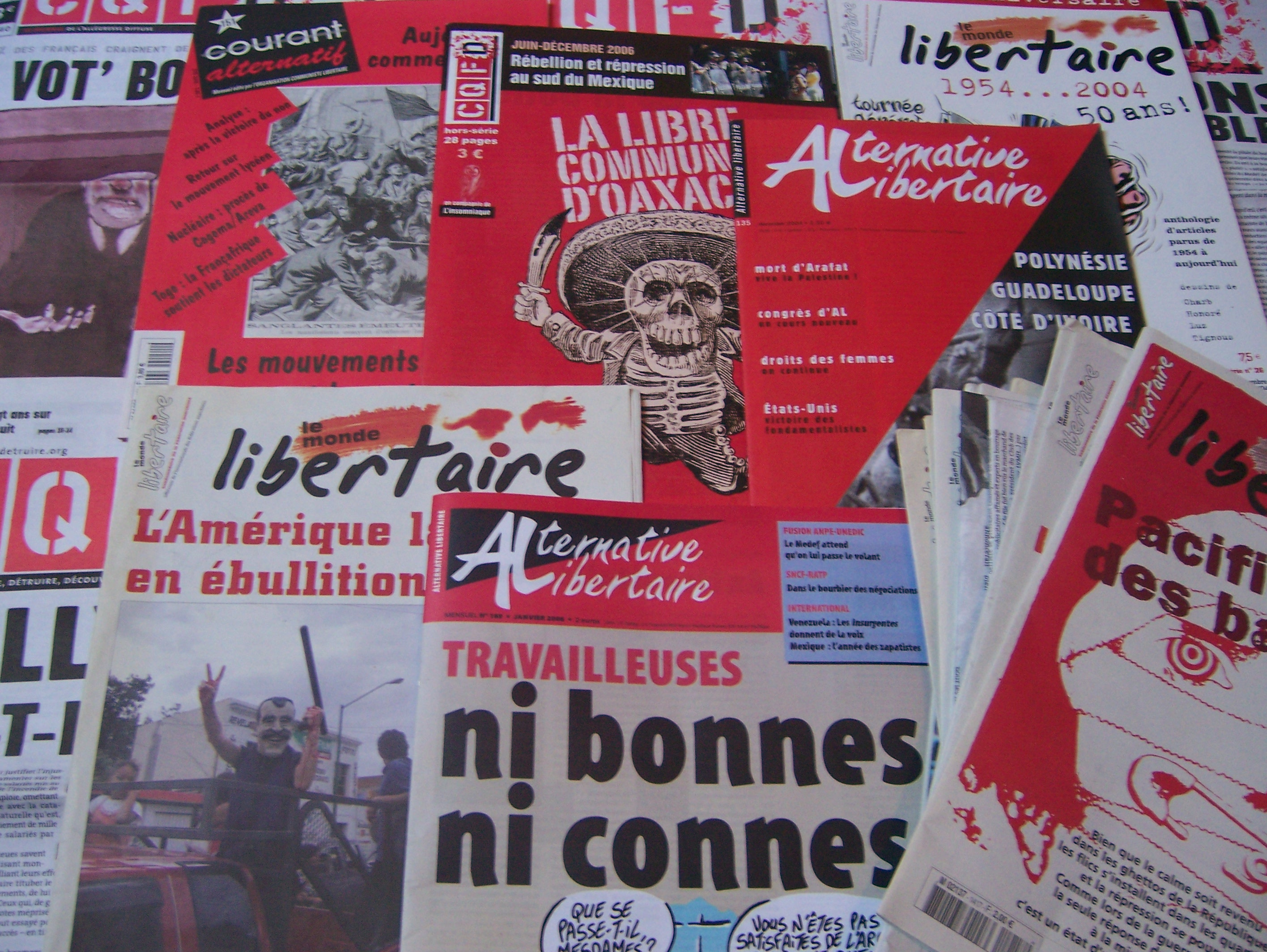
Pamphlet anarchici in Francia.

Un pamphlet (francesismo, pronuncia /pɑ̃ˈflɛ/) o libello è una breve pubblicazione, scritta con intento polemico o satirico, in cui l'autore prende posizione contro un altro autore, o contro un potente, o contro l'intera società (civile o letteraria), su temi o avvenimenti di stretta attualità.
Apparso nel XVIII secolo in Francia, è diventato un vero e proprio genere letterario.

## Storia ed etimologia
Il nome deriva dal titolo del Pamphilus seu de amore, commedia elegiaca mediolatina di impronta ovidiana, che conobbe grande fortuna e diffusione in tutta l'Europa letteraria del XII secolo; l'opera era nota in Francia con il titolo popolare di Pamphilet (antico francese).
Sin dal XIV secolo il termine ebbe il significato di "opuscolo", "libretto" (ossia libro di poche pagine), significato che conserva ancora oggi, specialmente in inglese. Uno slittamento semantico gli fece assumere il significato di «libello satirico o polemico» nella Francia del XVIII secolo. La forma intermedia tra Pamphilus e pamphlet sarebbe stata il latino anglicizzato panfletus (attestato nel 1500), che a sua volta avrebbe dato luogo all'inglese pamphilet o panflet e al diminutivo francese pamphillèt.
L'ampio successo del Pamphilus spiega, probabilmente, come il nome di un personaggio di un'opera molto popolare sia passato a indicare una classe di testi pensati per un pubblico il più possibile esteso.
Altre etimologie, poco probabili, sono «palme-feuillet», o il greco παμφλέγω panflègō (da πᾶν pān "tutto" e φλέγω flègō "bruciare, consumare").

## Contenuto
Ogni singolo pamphlet presenta delle caratteristiche ricorrenti, derivanti dalla specifica codificazione di questo genere letterario.
L'autore sostiene, in esso, un argomento di attualità (sociale o politica) in modo dichiaratamente di parte e con intento polemico o satirico; ha lo scopo di risvegliare la coscienza popolare su un tema che divide. L'enunciazione è sempre in prima persona e assume toni generalmente critici e irriverenti. Il pamphlet è spesso un testo breve, anche se non esistono regole che ne fissino la lunghezza.

## Caratteristiche

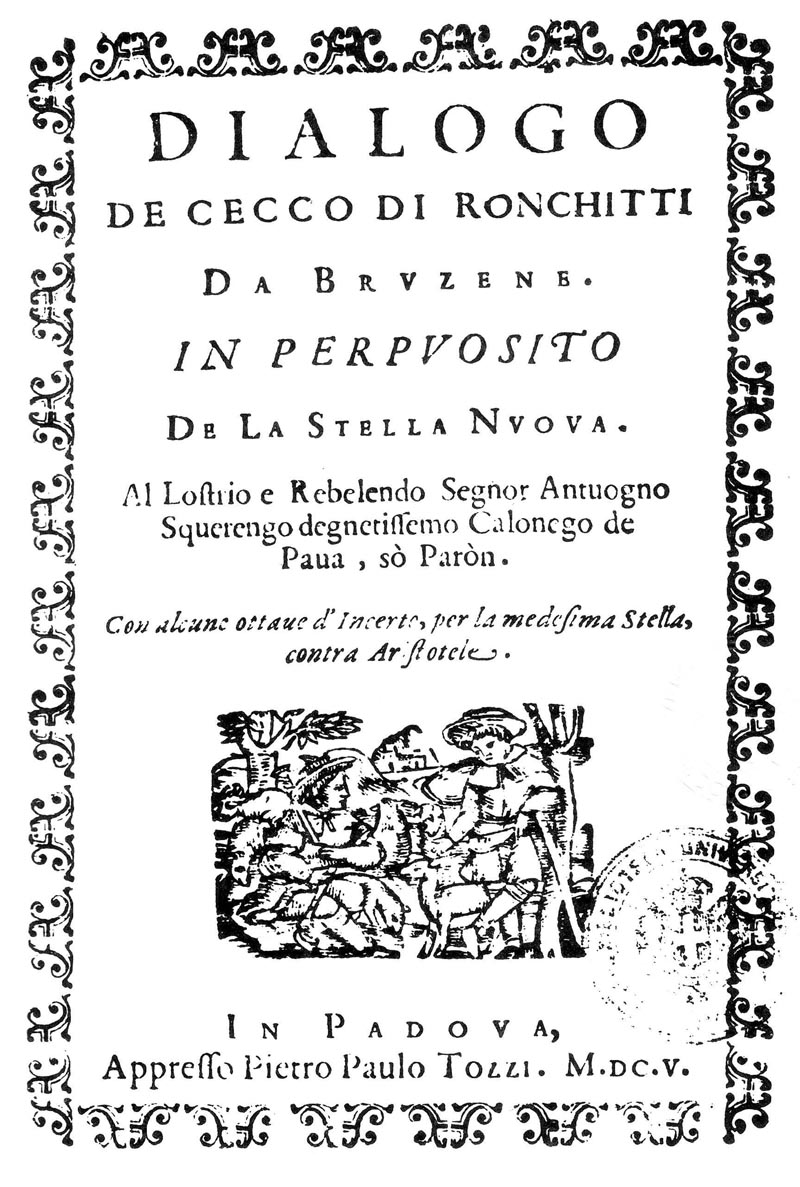
Frontespizio del pamphlet Dialogo de Cecco di Ronchitti da Bruzene in perpuosito de la Stella Nuova (1605).

Siccome i pamphlet erano a basso prezzo e facili da produrre, erano spesso utilizzati per diffondere idee personali in materie politiche o religiose. Tendenzialmente, l'autore del pamphlet presenta il proprio testo come uno sfogo estemporaneo, come una reazione viscerale di fronte a una situazione non più sostenibile. Un altro tratto tipico è l'equiparazione della presa di parola a un atto di coraggio: l'autore è, nella generale acquiescenza e omologazione delle idee, l'unico individuo in grado di cogliere gli eventi nella piena luce della verità.
Chi scrive risponde a un imperativo ineludibile che proviene dal proprio io interiore, ma spesso non nutre la speranza, considerata illusoria, di poter modificare il corso della realtà. Di volta in volta, a seconda dei casi, possono essere corrotti la civiltà nella sua interezza, una specifica società, oppure i costumi diffusi all'epoca dell'autore. Quando l'intento è satirico, il pamphlet può coincidere con la satira menippea: ad. es., l'Apokolokyntosis di Seneca è definibile sia una satira menippea, sia un pamphlet. Si fanno rientrare nel genere anche le invettive personali: ad es., À l'agité du bocal, perentorio attacco di Céline contro Sartre, è considerato un capolavoro di tale genere.
L'autore è spesso anonimo, o celato sotto uno pseudonimo. Ad esempio, I Romani nella Grecia, un famoso pamphlet antinapoleonico di Vittorio Barzoni, fu pubblicato nel 1797 senza nome dell'autore e con luogo di stampa e stampatore falsi perché sembrasse stampato all'estero (Londra, F. Rivington and G. Robinson [i.e. Venezia, Francesco Andreola]). Ma in questo caso l'autore, pur anonimo, è da sempre noto; invece in altri casi non può essere identificato con certezza, provocando dubbi e conflitti di attribuzione mai risolti tra i bibliografi e gli storici della letteratura. Ad esempio, è controverso se, sotto lo pseudonimo di Cecco di Ronchitti, sia stato Galileo Galilei o il suo allievo Girolamo Spinelli a pubblicare nel 1605 un pamphlet in dialetto pavano, intitolato Dialogo de Cecco di Ronchitti da Bruzene in perpuosito de la Stella Nuova, contro le accuse mosse poche settimane prima da Antonio Lorenzini nel suo Discorso intorno alla Nuova Stella a proposito della Supernova di Keplero.

## Stile
Il fatto che l'autore presenti il proprio pamphlet come frutto di uno sfogo irriflesso condiziona la presentazione stilistico-retorica degli argomenti. Il tono è convenzionalmente vibrante e spesso isterico; largo spazio è lasciato a locuzioni ingiuriose e all'invettiva.
Il pathos è onnipresente all'interno dei pamphlet e suo veicolo principale sono le figure retoriche, tra cui soprattutto metafore, ossimori e antitesi. Poiché colui che scrive presenta le proprie convinzioni come frutto dell'evidenza del suo sguardo sulla realtà, l'argomentazione è in genere scarna, la ricerca delle prove appare superflua e le posizioni avversarie o l'ingenuità dei lettori sono spesso oggetto di ironia e sarcasmo.